# Pic de Cassin
Veniliornis cassini
Espèce
Statut de conservation UICN

 LC  : Préoccupation mineure
Le Pic de Cassin (Veniliornis cassini) est une espèce d'oiseaux de la famille des Picidae. Son aire de distribution s'étend sur la Colombie, le Venezuela, le Guyana, le Suriname, la Guyane et le Brésil.
C'est une espèce monotypique (non subdivisée en sous-espèces)